# Culebra Records
Culebra Records fue un subsello mexicano de la disquera BMG Bertelsmann. 
Culebra Records fue creado en 1992 por Humberto Calderón,  exintegrante del grupo Neón, con el fin de impulsar el talento en el rock y géneros afines a él en el país. Dicho impulso generó la difusión de importantes bandas de rock, importantes aún en la actualidad en la escena. También se dedicó a la reedición de algunos álbumes de bandas internacionales provenientes de Argentina, Chile y Colombia para su venta en México. Miriam Méndez (Road Manager) y Carlos Palma (Mass Events)  desarrollaron la generación de conciertos masivos para las bandas de la disquera, entre los eventos masivos más importantes, fueron "Águila o Rock", "La Banda", "Foro Alicia" entre otros.
Esta misma casa disquera ya había promocionado a bandas mexicanas como Caifanes, Neón, Maldita Vecindad, Los Amantes de Lola, Cuca, Fobia, entre otro, quienes tuvieron un gran éxito comercial a finales de los años 80 y 90. 

## Bandas que grabaron
Cuca (rock, hard rock, metal), La Castañeda (rock), La Lupita (rock, pop, funk), Romántico desliz (pop alternativo), Santa Sabina (rock progresivo, gótico, jazz), Tijuana No (ska, punk, reggae), Aterciopelados (punk, rock pop), Gerardo Enciso (rock), Sexual Democracia (rock pop), Botellita de Jerez ("guacarrock"), Fratta (pop alternativo), Los Lagartos (rock, punk), Toxodeth (deth metal), Rata Blanca (heavy metal), Zü (rock gótico, glam), Francisco Barrios "El Mastuerzo" (rock acústico), José Fors (rock), Oz (Experimental), Titán (música electrónica), Antidoping (reggae), Los Yerberos (reggae), Banda Bostik (rock, blues, rock urbano), Garrobos (punk, hardcore punk, crossover thrash), La Concepción de la Luna (rock, industrial, gótico), Pactum (punk, metal), Punto Rojo (rap, hip hop),Entreklles (punk y Funk),los auténticos decadentes (ska), Pato Fu  (rock indie).

## Catálogo
| Banda        | Álbum                       | País   |
| ------------ | --------------------------- | ------ |
| Cuca         | La invasión de los blátidos | México |
| La Castañeda | Servicios Generales II      | México |
| La Lupita    | Pa' servir a ud             | México |
| Fratta       | Romántico desliz            | México |
| Santa Sabina | Santa Sabina                | México |
| Tijuana No!  | NO                          | México |

| Banda             | Álbum                             | País      |
| ----------------- | --------------------------------- | --------- |
| Aterciopelados    | Con el Corazón en la Mano         | Colombia  |
| Cuca              | QK2: Tu Cuca Madre Ataca de Nuevo | México    |
| Gerardo Enciso    | Cuentos del Miedo                 | México    |
| Rata Blanca       | El Libro Oculto                   | Argentina |
| Sexual Democracia | Sudamérica Suda                   | Chile     |

| Banda              | Álbum                         | País      |
| ------------------ | ----------------------------- | --------- |
| 1280 Almas         | Aquí Vamos Otra Vez           | Colombia  |
| Botellita de Jerez | Forjando Patria               | México    |
| Fratta             | Acústico desliz               | México    |
| La Castañeda       | El Globo Negro -locusniger-   | México    |
| La Lupita          | Qué Bonito es casi Todo       | México    |
| Los Lagartos       | Confesiones a Manuela         | México    |
| Toxodeth           | Lo más mórbido de la realidad | México    |
| Rata Blanca        | Entre el cielo y el infierno  | Argentina |
| Santa Sabina       | Simbolos                      | México    |
| Tijuana No!        | Transgresores de la Ley       | México    |
| Zü                 | Desde las Entrañas            | México    |

| Banda                            | Álbum                 | País     |
| -------------------------------- | --------------------- | -------- |
| Aterciopelados                   | El dorado             | Colombia |
| Cuca                             | La racha              | México   |
| Francisco Barrios "El Mastuerzo" | Prohibido             | México   |
| José Fors                        | FORSeps: Bebé Mod. 01 | México   |
| La Derecha                       | La derecha            | Colombia |
| La Lupita                        | Tres Dé               | México   |
| Los Lagartos                     | Pelotas               | México   |
| Yerberos                         | A Filo de Machete     | México   |
| Malaria                          | Malaria               | México   |
| Oz                               | El sentido            | México   |
| Santa Sabina                     | Concierto Acústico    | México   |
| Titán                            | Terrodisco            | México   |

| Banda                    | Álbum                                | País   |
| ------------------------ | ------------------------------------ | ------ |
| Antidoping               | Búscalo                              | México |
| Banda Bostik             | En el camino                         | México |
| Botellita de Jerez       | Superespecial un plug                | México |
| Garrobos                 | Sacude el cráneo                     | México |
| La Castañeda             | El hilo de plata                     | México |
| La Concepción de la Luna | Del dolor al placer                  | México |
| Pactum                   | Haciendo justicia con tu propia mano | México |
| Punto Rojo MEXICO        | Vibración exquisita                  | México |
| Santa Sabina             | Babel                                | México |

## Compilados

### CULEBRA 1 (1993)
1. «Cara de pizza» Cuca
2. «Azul casi morado» Santa Sabina
3. «Cautivo de la calle» La Castañeda
4. «Paquita disco» La Lupita
5. «Pobre de ti» Tijuana No!
6. «Entre la guerra y la paz» Gerardo Enciso
7. «Viejo veneno» La Castañeda
8. «El son del dolor» Cuca
9. «Yo te ando buscando» Santa Sabina
10. «Daga» Gerardo Enciso
11. «Contrabando y traición» La Lupita
12. «El sordo» Tijuana No!

### Lo Mejor de Culebra (1993)
1. «La migra" Tijuana No
2. «Gitano demente" La Castañeda
3. «Gasto de saliva" Santa Sabina
4. «El Camello" La Lupita
5. «Implacable" Cuca
6. «Transfusión" La Castañeda
7. «A la Orilla del Sol" Santa Sabina
8. «Niños de la Calle" Tijuana No
9. «El Ombligo de la Luna" La Lupita
10. «Hijo del Lechero" Cuca

### CULEBRA 2 (1994)
1. «Todo con Exceso" Cuca
2. «Mírrota" Santa Sabina
3. «Cadáver" Gerardo Enciso
4. «Angelitos Negros" Romántico Desliz
5. «Limiatrofiando" Sexual Democracia
6. «Cada Segundo" Tijuana No
7. «Misteriosa" La Castañeda
8. «Locura de Vudú" Toxodeth
9. «La Quinceañera" Los Lagartos
10. «Pa' Lariza" La Lupita
11. «Lejos de Casa" Rata Blanca
12. «Me Cae" La Lupita
13. «Sortilegio" Aterciopelados
14. «Aire" Gerardo Enciso
15. «Estando aquí no Estoy" Santa Sabina
16. «Noches de tu Piel" La Castañeda
17. «El Reino del Corazón" Romántico Desliz
18. «El Mamón de la Pistola" Cuca
19. «La Migra" Tijuana No

### Lo Mejor de Culebra (1994)
1. "Luna Misteriosa" Botellita de Jerez
2. "Spanish Bombs" Tijuana No
3. "Nos Queremos Morir" Santa Sabina
4. "Mujer Cucaracha" Cuca
5. "Agord la Bruja" Rata Blanca
6. "Funkito" La Lupita
7. "Alcohol y Rock and Roll" Cuca
8. "La Quinceañera" Los Lagartos
9. "La Esquina del Mundo" Tijuana No
10. "Mary Glam" Zü
11. "Laberinto de la Soledad" Francisco Barrios es Mastuerzo
12. "Hay que Pegarle a la Mujer" La Lupita

### De la Raza, Pa' la Raza -en vivo- (1994)
Grabado en vivo durante la gira "De la Raza, Pa' la Raza" que recorrió varias ciudades de la República Mexicana como Guadalajara, Jalisco; Monterrey, Nuevo León y la Ciudad de México.
- La Lupita:

1. "Tú y tus tatoos"
2. "Contrabando y traición"
3. "Qué estas haciendo"

- La Castañeda:

1. "La Dosis"
2. "Noches de tu Piel"
3. "Misteriosa"

- Santa Sabina

1. "Azul casi Morado"
2. "Una Canción para Louis (Vampiro)"
3. "Subete otra Vez"

- Tijuana No

1. "Transgresores de La Ley"
2. "La Migra"
3. "Pobre de Ti"

- Cuca

1. "La Pucha Asesina"
2. "El Son del Dolor"
3. "Alcohol y Rock n' Roll"

### Los Aferrados -Una Compilación de las Mejores Bandas de Rock- (1995)
Compilación especializada en bandas internacionales, principalmente de Colombia, Argentina, Chile, España. Cabe señalar que la mayoría de las bandas que participan aquí nunca grabaron o editaron ningún disco en Culebra Records, sino que solo aparecieron dentro de este acoplado. Actualmente se le considera una "rareza".
1. "New Desorder" Criminal
2. "Papapa" Fiskales Ad Hok
3. "Pejerrey" Caballeros de la Quema
4. "Síndrome Camboya"  Los Peores de Chile
5. "Soy un Ignotante" La Marabunta
6. "Ay, que Dolor" La Derecha
7. "Florecita Rockera" Aterciopelados
8. "Aquí Vamos Otra Vez" 1280 Almas
9. "Ladrada del Afilador" Javier Corcobado y Los Chatarreros de Sangre y Cielo
10. "Flores Robadas" Attaque 77
11. "Qué Puedo Hacer" Los Planetas
12. "Siento" Amor Sucio
13. "Mate" Todos tus Muertos
14. "Mike Tyson" Lethal
15. "Porque Yo" Los Enemigos
16. "Un Trozo de Tarta" Pachuco Cadáver

### Lo Mejor de Culebra (1995)
1. "Ja, Ja, Ja" La Lupita
2. "El Loco" La Castañeda
3. "Sortilegio" Aterciopelados
4. "Piel Fiel" José Fors
5. "Cuin" Titán
6. "Bolero Falaz" Aterciopelados
7. "No me Alcanza el Tiempo" Santa Sabina
8. "Polecía" Los Yerberos
9. "Prohibido" Francisco Barrios el Mastuerzo
10. "La Balada" Cuca

### Lo Más Culebra (1996)
- CD 1:

1. "Cara de Pizza" Cuca
2. "Azul Casi Morado" Santa Sabina
3. "Noches de tu Piel" La Castañeda
4. "Metro Busco Amor" Los Lagartos
5. "Contrabando y Traición" La Lupita
6. "Estando Aquí no Estoy" Santa Sabina
7. "El Son del Dolor" Cuca
8. "Ja, Ja, Ja" La Lupita
9. "El Loco" La Castañeda
10. "La Balada" -versión José Fors- Cuca
11. "Salvación" Punto Rojo
12. "Angelitos Negros" Fratta
13. "Cuin" Titán
14. "La Garra" Santa Sabina

- CD 2:

1. "Cautivo de la Calle" La Castañeda
2. "La Pucha Asesina" Cuca
3. "Paquita Disco" La Lupita
4. "Pobre de Ti" Tijuana No
5. "Luna Misteriosa" Botellita de Jerez
6. "Fetiche" La concepción de la Luna
7. "No me Alcanza el Tiempo" Santa Sabina
8. "Hay que Pegarle a la Mujer" La Lupita
9. "Piel Fiel" José Fors
10. "Electroshock" Cuca
11. "El Angel" Santa Sabina
12. "El Camello" La Lupita
13. "Sacude el Cráneo" Garrobos
14. "Ponte a Girar" Fratta
15. "Viejo Veneno" La Castañeda